# Дильбат

Древнее Междуречье

Дильбат, Дилбат (в данный момент: Телль-Делем, Ирак) — шумерский город в Месопотамии, расположенный к юго-востоку от Вавилона на восточном берегу Евфрата.

## История
Дилбат был основан шумерами около 2700 года до нашей эры, на II этапе Раннединастического периода (ок. 2615—2500 до н. э.). Известно, что город существовал вплоть до раннего исламского периода. Это был сельскохозяйственный центр, тут выращивали пшеницу однозернянку и было налажено производства изделий из камыша. Город находился на канале Арахтум. В эпосе о Гильгамеше был упомянут зиккурат E-Ибе-Ану, посвященный богине земли по имени Ураш, он был расположен в центре Дилбата. Этот зиккурат был главным храмом этой богини и из всех храмов города выделялся своей красотой и величественностью.
С II тысячелетия до н. э. Дилбат входил в состав Вавилонского государства.
В наши дни пустые развалины города носят название Телль-Делем.

## Археология
В Телль-Делем в данный момент сохранилось два древних кургана: небольшой западный холм приблизительно I тысячелетия до нашей эры, также в нём были обнаружены останки раннего исламского периода, и большой восточный курган, примерно 500 метров в окружности, с остатками III—I тысячелетия до нашей эры. Во время раскопок были обнаружены клинописные таблички, в основном из нео-вавилонского периода. Хотя раскопки археологов в Дильбате еще практически не проводились, большое количество артефактов было похищено и продано на черном рынке в результате несанкционированных раскопок.